# Птолемей IX
Птолемей IX Сотер II Лафур (Латір) Філометор (дав.-гр. Πτολεμαῖος Σωτὴρ Λάθυρος Φιλομήτωρ, ? — 81 до н. е.) — цар Єгипту у 89—81 до н. е., старший син Птолемея VIII і Клеопатри III.

## Життєпис
За заповітом Птолемея VIII трон успадковувала його дружина Клеопатра III разом з тим сином, якого вона вибере. Вона видалила нелюбимого старшого сина, Птолемея IX Сотера II Лафура (Латіра) Філометра, на Кіпр (ще за життя батька), і обрала в співправителі молодшого сина, Птолемея X Александра I. На вимогу народу, вона повинна була, однак, закликати Лафура, змусивши його попередньо розлучитися з дружиною-сестрою Клеопатрою IV, яка здавалася їй небезпечною, а молодшого відправила намісником на Кіпр. Другом шлюбом був одружений з іншою сестрою Клеопатрою Селеною, від якої мав доньку Береніку.
До 107 до н. е. Клеопатра III правила з Лафуром; але коли він, всупереч її волі, зважився послати допомогу Антіоху Кізікському проти Маккавея Гіркана, вона обурила проти нього війська і знову звела на престол свого улюбленця Птолемея X Александра I. З ним вона правила до 89 року до н. е. Між тим Лафур, через підступи матері, повинен був піти з Кіпру, і через деякий час оголосив їй війну. Птолемей X Александр I відмовився було від влади, але енергійна Клеопатра III наполягла на тому, щоб він зберіг її. Незабаром після цього Птолемей X Александр I повстав проти матері, вбив її, втік, внаслідок народного невдоволення, і помер дорогою в Кіпр (89 до н. е.).
Після смерті матері та брата Лафур повернувся з Кіпру в Єгипет і спокійно правив останнім до своєї смерті в 81 р. до н. е.